# Каллеталь
Каллеталь (нем. Kalletal) — община в Германии, в земле Северный Рейн-Вестфалия.
Подчиняется административному округу Детмольд. Входит в состав района Липпе.  Население составляет 13 391 человек (на 31 декабря 2023 года). Занимает площадь 112,42 км².

## География

### Населённые пункты общины
Согласно § 3 основного устава общины Каллеталь, её территория разделена на 16 частей. Эти части соответствуют ранее независимым коммунам, из которых в соответствии с Законом Лемго и в рамках территориальной реформы была образована община Каллеталь. Ниже приведена площадь и численность населения районов (по состоянию на март 2022 года):
| Название населённого пункта | Площадь     | Количество жителей |
| --------------------------- | ----------- | ------------------ |
| Асендорф                    | 06,16 км²   | 0.215              |
| Бавенхаузен                 | 07,08 км²   | 0.713              |
| Бенторф                     | 06,13 км²   | 0.940              |
| Брозен                      | 07,53 км²   | 0.341              |
| Варенхольц                  | 06,10 км²   | 0.592              |
| Весторф                     | 05,09 км²   | 0.743              |
| Калльдорф                   | 09,69 км²   | 1.130              |
| Лангенхольцхаузен           | 12,15 км²   | 1.249              |
| Люденхаузен                 | 07,30 км²   | 0.932              |
| Остерхаген                  | 03,14 км²   | 0.026              |
| Талле                       | 06,04 км²   | 0.990              |
| Хайдельбек                  | 08,98 км²   | 0.543              |
| Хеншторф                    | 06,01 км²   | 0.161              |
| Хоэнхаузен                  | 10,45 км²   | 3.444              |
| Штеммен                     | 04,66 км²   | 0.904              |
| Эрдер                       | 05,91 км²   | 0.647              |
| Всего                       | 112,42 км²0 | 13.5700            |

Поселения хуторского типа, не имеющие отдельного статуса:
Ватерлоо, Дальбке, Зельзен, Нидермайен, Рафельд, Ренторф, Тевенхаузен, Фаулензик, Харкемиссен, Хеллингхаузен, Хербрехтсдорф, Эльфенборн, Эхтернхаген.

## Известные уроженцы
- Якоби, Стефан Людвиг (1711-1784)  — немецкий рыбовод, изобретатель.